# 松本美千穂
松本 美千穂（まつもと みちほ、1984年7月22日  -  ）は、日本の女優、声優、ダンサー。神奈川県出身。

## 主な出演作品

### テレビドラマ
- 渋い．TV（2003年、BS） - ゲスト出演
- 美少女戦士セーラームーン 第30話（2004年5月8日、TBS）
- 土曜ワイド劇場: 『ドクVSデカ2〜心療内科医&殺人課刑事の捜査ファイル〜』（2004年9月4日、テレビ朝日系）

### 映画
- エコエコアザラクIII -MISA THE DARK ANGEL-（1997年公開）
- GUN CRAZY Episode4 『用心棒の鎮魂歌（レクイエム）』THE MAGNIFICENT FIVE STRIKE （2002年公開）
- バトル・ロワイアルII 鎮魂歌（2003年7月5日公開、東映） - 汐田早苗 役
- ショートムービー『10minute diary』（2005年公開）

### 舞台
- GANg（1996年5月、10月） - デイジー 役
- ミュージカル『モモ』（1996年） - 子供 役
- 葉っぱのフレディ（2001年） - 葉っぱ・モア 役
- ミュージカル 『美少女戦士セーラームーン 無限学園〜ミストレス・ラビリンス〜』（2002年7月 - 9月、サンシャイン劇場 他） - シプリン 役
- 後藤真希主演ミュージカル『サヨナラのLOVE SONG』（2004年） - 加奈子 役

00’イマジンミュージカル「小公子セディ」
99’イマジンミュージカル「トム・ソーヤの冒険」
98’「銀河鉄道の夜」先生役
98’クイーンズスクエアOPEN記念ミュージカル「金色のお魚」蝶役（劇団ミクロコスモス）
98/97'「チェンナムの夢」難民役（劇団ミクロコスモス）
96’「モモ」（演出:澤田晃・国際フォーラムAホール）
96/95’「GANg」デイジー役（演出:郡司幸雄・博品館劇場、北沢タウンホール）
95/94’「クマゴンの森」（劇団ふるさときゃらばん）
02’NHK「ミュージックカクテル」TUBUバックダンサー
01’マイクロソフト社ダンサー
01’公共機関CM

### ドラマCD
- まなざしのレジスタンス（2006年5月26日発売、RUBY CD COLLECTION ） - 女性審査員 役